# Myriam Borg-Korfanty
Myriam Borg-Korfanty (* 18. Oktober 1978 in Pessac, Frankreich als Myriam Korfanty) ist eine ehemalige französische Handballspielerin, die dem Kader der französischen Nationalmannschaft angehörte.

## Karriere

### Im Verein
Borg-Korfanty begann das Handballspielen im Jahr 1986 beim US Mios, mit deren Damenmannschaft sie später in der höchsten französischen Spielklasse auflief. Nachdem die Rückraumspielerin im Jahr 2000 zum Ligakonkurrenten Mérignac Handball gewechselt war, kehrte sie 2003 zu ihrem Ausbildungsverein zurück, der sich zwischenzeitig in US Mios-Biganos umbenannt hatte. Mit US Mios-Biganos gewann sie 2009 den französischen Pokal. In der Saison 2012/13 stand sie beim Zweitligisten CA Béglais unter Vertrag. Nachdem Borg-Korfanty anschließend pausiert hatte, schloss sie sich im Januar 2014 der Spielgemeinschaft Union Mios-Biganos-Bègles an. Mit Union Mios-Biganos-Bègles gewann sie in der Saison 2014/15 den EHF Challenge Cup. Im November 2015 musste die Spielgemeinschaft Insolvenz anmelden. Borg-Korfanty trat im Jahr 2016 mit US Mios-Biganos einen Neuanfang in der dritthöchsten französischen Spielklasse an. Nach der Saison 2018/19 beendete sie schließlich ihre Karriere.

### In der Nationalmannschaft
Myriam Borg-Korfanty bestritt 165 Länderspiele für die französische Nationalmannschaft, in denen sie 261 Treffer erzielte. Mit Frankreich gewann sie die Goldmedaille bei den Mittelmeerspielen 2001, die Bronzemedaille bei der Europameisterschaft 2002 und die Goldmedaille bei der Weltmeisterschaft 2003. Weiterhin nahm sie mit der französischen Auswahl an den Olympischen Spielen 2000 und an den Olympischen Spielen 2004 teil.

## Sonstiges
Ihre beiden Töchter Enola Borg und Lylou Borg spielen ebenfalls Handball.